# Kostomlátky
Kostomlátky (deutsch Klein Kostomlat, älter auch Klein Kostenblatt) ist eine Gemeinde in Tschechien. Sie liegt fünf Kilometer westlich von Nymburk und gehört zum Okres Nymburk.

## Geographie
Kostomlátky befindet sich am rechten Ufer der Elbe gegenüber der Einmündung der Výrovka. Westlich liegt ein durch Sandabbau entstandener Baggersee. Im Norden erhebt sich der Höhenrücken Zadní čtvrť (195 m).
Nachbarorte sind Čilec im Norden, Kamenné Zboží im Nordosten, Drahelice und Komárno im Osten, Písty im Südosten, Sadská im Süden, Doubrava im Westen sowie Kostomlaty nad Labem im Nordwesten.

## Geschichte
Die erste schriftliche Erwähnung von Kostomlátky erfolgte im Jahre
1495, als Vladislav II. die Burg Mydlovar an den Oberstkanzler Johann von Schellenberg verpfändete. Im Jahre 1500 erhielten die Bewohner als Privileg zur freien Bewirtschaftung ihrer Güter verliehen. Nach dem Städteaufstand von 1547 konfiszierte Ferdinand I. die Herrschaft Kostomlat und verkaufte sie an die Herrschaft Lysá nad Labem. 1553 bestand das Dorf aus 18 Anwesen.
Kostomlátky blieb bis zur Aufhebung der Patrimonialherrschaften zu Lysá zugehörig. Besitzer waren u. a. Johann von Sporck und ab 1679 dessen Sohn Franz Anton von Sporck. Dieser verkaufte Kostomlat 1722 zunächst an Josef Czernin von Chudenitz, erwarb sie jedoch später vom überschuldeten Czernin zurück. 1787 lebten in dem Dorf 299 Menschen.
Ab 1850 bildete Malé Kostomlaty mit dem Ortsteil Doubrava eine politische Gemeinde im Bezirk Poděbrady. 1920 löste sich Doubrava los und bildete eine eigene Gemeinde. 1933 erfolgte eine Flussbegradigung der Elbe und der Bau der Schleuse bei Kostomlátky, dabei wurden auch die Mäander bei Písty und Doubrava abgeworfen. 1936 erhielt die Výrovka, die bis dahin in das Elbknie von Písty floss, ein neues Bett und ihre Mündung wurde flussabwärts unter die Schleuse von Kostomlátky verlegt. Seit 1934 gehört die Gemeinde zum Okres Nymburk. Zwischen 1980 und 1992 war Kostomlátky nach Kostomlaty nad Labem eingemeindet, seit Beginn des Jahres 1993 besteht die Gemeinde wieder.

## Gemeindegliederung
Die Gemeinde Kostomlátky besteht aus den Ortsteilen Doubrava (Doubrawa, auch Franziszidorf) und Kostomlátky (Klein Kostomlat).

## Sehenswürdigkeiten
- Staustufe der Elbe
- Kapelle in Doubrava
- Kapelle mit Türmchen, erbaut 1896